# Margot von Heyden-Linden
Margot Elisabeth Auguste von Heyden-Linden (* 14. November 1895 auf Gut Pottlitz im Landkreis Flatow; † 17. Februar 1975 in Wedel) war eine deutsche Malerin.

## Leben

### Familie
Margot von Heyden-Linden war die Tochter des Domänenpächters und kgl. preuß. Amtsrat Louis Kujath und seiner Ehefrau Luise Schlieter. 1920 heiratete sie in Pottlitz Bogislav von Heyden-Linden (1895–1960), Sohn der Clara von Cranach und des Karl (Carl) von Heyden-Linden, und lebte auf dem Gut Stretense bei Pelsin im Kreis Anklam in Vorpommern.

### Werdegang
Von 1912 bis zum Ausbruch des Ersten Weltkriegs erhielt sie Malunterricht in Stettin und Berlin bei Lovis Corinth und Martin Brandenburg; während des Krieges arbeitete sie als Krankenschwester in einem Berliner Lazarett. Nach ihrer Heirat lebte sie in so guten finanziellen Verhältnissen, sodass sie erneut künstlerisch arbeiten konnte, und beschäftigte sich unter anderem mit Malerei, Bleistiftzeichnungen, Kleinplastiken und Scherenschnitte.
In der Zeit des Dritten Reichs fielen zwei Söhne im Krieg und sie entkam nur knapp einer Verhaftung, weil sie zum einen Mitglied der Bekennenden Kirche war und sie dazu noch Kriegsgefangenen geholfen hatte.
Während des Zweiten Weltkriegs ging ihr gesamtes künstlerisches Werk verloren und nach der Besetzung ihres Gutes 1945 und ihrer Ausweisung 1946, kam sie zusammen mit ihrem Ehemann und ihrer Tochter nach Schleswig-Holstein. In sehr bescheidenen Verhältnissen lebend, beteiligte sie sich mit Porträtzeichnungen an den ersten, nach dem Krieg in Schleswig-Holstein stattfindenden Ausstellungen, so unter anderem 1947 im Städtischen Museum in Flensburg und 1948 in der Kunsthalle zu Kiel.
Am 17. Februar 1975 verstarb sie in Wedel.

## Trivia
Der Maler Johannes Sass schuf 1927 zwei Wandgemälde für die Kapelle Stretense. Auf einem der Gemälde gab er der Figur der Maria die Gesichtszüge von Margot von Heyden-Linden, während er ihren Mann Bogislav von Heyden-Linden als einen der drei Könige darstellte.